# Królików (kolonia)
Królików – kolonia w Polsce położona w województwie wielkopolskim, w powiecie konińskim, w gminie Grodziec.
W latach 1975–1998 miejscowość administracyjnie należała do województwa konińskiego.